# Козловка (Красноярский край)
Козло́вка — деревня в Ачинском районе Красноярского края России. Входит в состав Тарутинского сельсовета. 

## География
Деревня находится на берегах реки Козловская (бассейн реки Чулым), к северу от автодороги федерального значения «Байкал», на расстоянии примерно 18 км к северо-востоку от города Ачинск, административного центра района. Абсолютная высота — 246 м над уровнем моря.

## Население
| 1989 | 2002 | 2010 |
| ---- | ---- | ---- |
| 83   | ↘68  | ↘65  |

### Гендерный состав
По данным Всероссийской переписи населения 2010 года, в деревне проживало 65 человек (33 мужчины и 32 женщины).

## Улицы
Уличная сеть деревни состоит из 2 улиц (ул. Заречная и ул. Совхозная).

## Известные уроженцы
- Индинок, Иван Иванович (1938—2025) — советский и российский государственный и политический  деятель.